# Mídias sociais

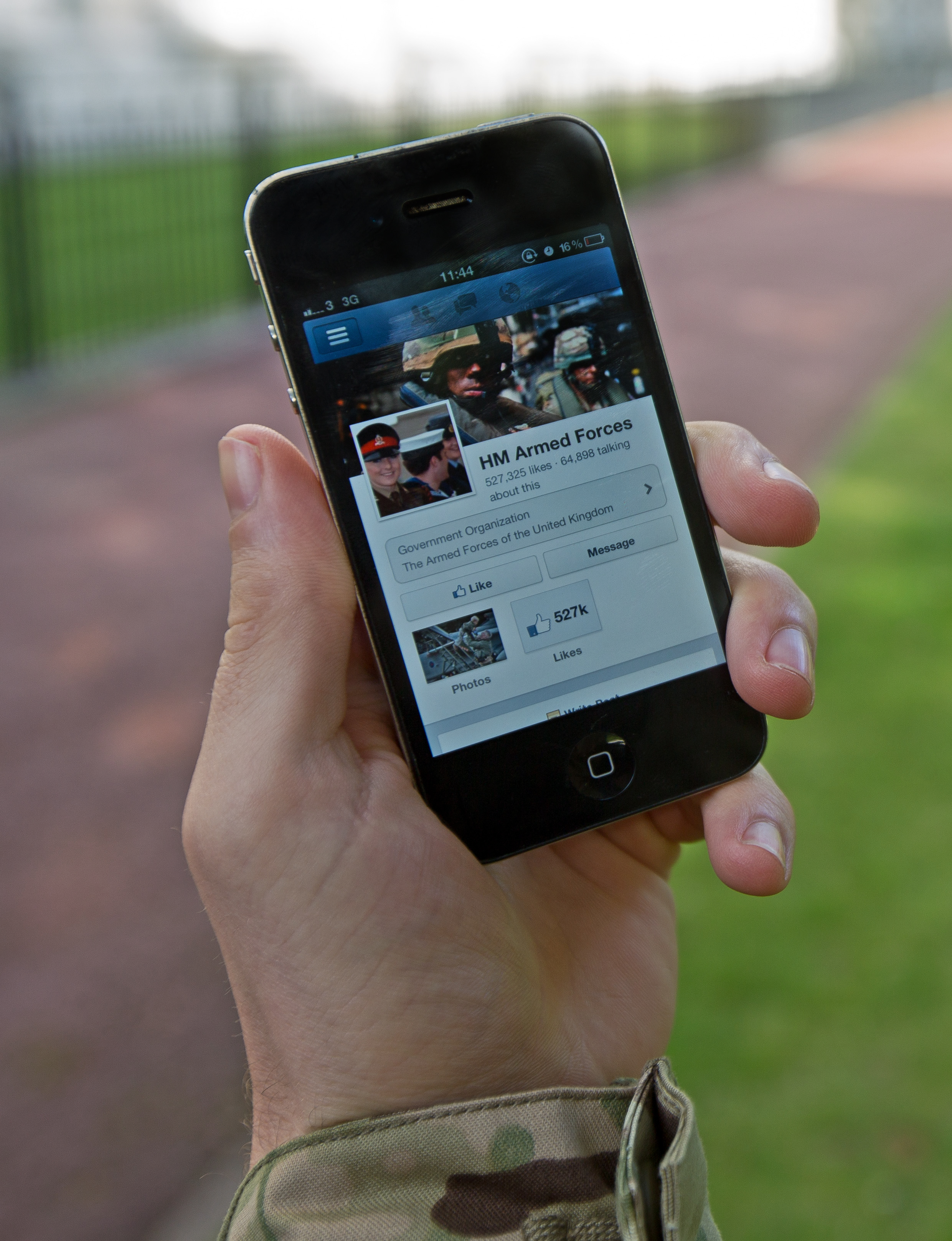
Uma pessoa acessando a rede social Facebook do seu celular.

As mídias sociais ou redes sociais são tecnologias e plataformas que permitem a criação e o compartilhamento de informação e conteúdos em formatos passíveis de transmissão por canais digitais.

## Definição
Andreas Kaplan e Michael Haenlein definem mídias sociais como "um grupo de aplicativos para Internet construídas com base nos fundamentos ideológicos e tecnológicos da Web 2.0, e que permitem a criação e troca de Conteúdo Gerado pelo Utilizador (UCG)". Mídias sociais podem ter diferentes formatos como blogs, compartilhamento de fotos, videologs, scrapbooks, e-mail, mensagens instantâneas, compartilhamento de músicas, crowdsourcing, VoIP, entre outros.
São exemplos de aplicações de mídia social: Blogs (publicações editoriais independentes), Google Groups (referências, redes sociais), Wikipedia (referência), MySpace (rede social), Facebook (rede social), Last.fm (rede social voltada para música), YouTube (rede social e compartilhamento de vídeo), Second Life (realidade virtual), Flickr (rede social e compartilhamento de fotos), Twitter (rede social e Microblogging), Wikis (compartilhamento de conhecimento) entre outros.
As duas primeiras grandes redes sociais da internet, antes mesmo de serem conhecidas como tais, foram os fóruns e os grupos de e-mail, utilizados para unir pessoas com interesses comuns, muito antes do surgimento das redes antes citadas.

## Diferenciação das mídias tradicionais
As mídias sociais têm várias características que as diferem fundamentalmente das mídias tradicionais, como jornais, televisão, livros ou rádio. Antes de tudo, as mídias sociais dependem da interação entre pessoas, porque a discussão e a integração entre elas constroem conteúdo compartilhado, usando a tecnologia e multimídia como condutor.
Mídias sociais não são finitas: não existe um número determinado de páginas ou horas. A audiência pode participar de uma mídia social comentando ou até editando as histórias. O conteúdo de uma mídia social, em texto, gráficos, fotos, áudio ou vídeos podem ser misturados. Outros usuários podem criar mashups e serem avisados de atualizações através de agregadores de feed.
Mídia social significa um amplo aspecto de tópicos, com diversas conotações. No contexto de marketing de internet, mídias sociais se referem a grupos com diversas propriedades, sempre formados e alimentados pelos usuários, como fóruns, blogs, sites de compartilhamento de vídeos e sites de relacionamentos. Otimização das Mídias Sociais (SMO) é o processo de distribuir melhor, entre várias redes e mídias sociais, o conteúdo criado pelo público.
As mídias sociais têm dois aspectos importantes. O primeiro, SMO, refere-se às características que podem ser melhoradas em uma página, táticas que um webmaster pode aplicar para otimizar um site para a era da mídia social. Essas otimizações incluem adicionar ligações para serviços como Digg, Reddit e Del.icio.us, para que as páginas possam ser facilmente salvas e compartilhadas. Marketing de mídias sociais, por outro lado, engloba criação de conteúdo memorável, único e com potencial para virar notícia. Este conteúdo pode então ser espalhado através de sua popularização, ou até pela criação e veiculação de vídeos "virais" no YouTube, por exemplo.
Mídia social é sobre ser social, e isso quer dizer se relacionar e se envolver com outros blogs, fóruns e comunidades de nicho.
Pesquisadores brasileiros, como o professor Marcelo Coutinho, da Fundação Getúlio Vargas, desenvolveram visões bem próprias sobre o poder das mídias sociais. No capítulo do livro Do Broadcast ao Socialcast, editado pela consultoria Bites, Coutinho traça um paralelo entre a nova mídia e a sua versão clássica. O livro está disponível para download gratuito. Outro grande pensador dessa nova forma de relacionamento é o professor Silvio Meira, que entende que a sociedade tem hoje à disposição um instrumento revolucionário que pode alterar não apenas as relações sociais, mas a visão empresarial de algumas marcas de como elas devem se relacionar com os seus consumidores.

## O poder das mídias sociais
Novas ferramentas de mídia social vêm surgindo e se estabelecendo, passando por mutações evolutivas naturais - vide os blogs, que nasceram apenas como diários virtuais e tiveram sua natureza diversificada com o tempo, a ponto de se tornarem, inclusive, instrumentos de efetiva geração de negócios, por exemplo.
Isto significa uma grande mudança na estrutura de poder social, pois a possibilidade de gerar conteúdos e influenciar pessoas e decisões, deixa de ser exclusividade dos grandes grupos capitalizados, para se tornar comum a qualquer pessoa. Além disso, a redução do custo de publicação a quase zero possibilita a produção de conteúdos muito específicos também para pequenos públicos - que antes não justificavam a equação econômica.
Liberdade de comunicação interativa, combinada à facilidade de uso das ferramentas para fazê-lo e a uma arquitetura participativa em redes, forma a base da receita para que as plataformas de mídias sociais possam ser classificadas como uma das mais influentes formas de mídia até hoje criada. Na versão interativa da web, é possível fazer muito mais com muito menos e isso é muito poderoso.
Consequentemente, com o avanço das tecnologias e o acesso facilitado com a inclusão digital, sendo a bandeira levantada, pelas instituições governamentais e não governamentais, geram uma ferramenta que pode ser utilizada como massificação das informações ou conteúdos de interesses comuns e desta forma inserir informações capazes de direcionar ou criar caminhos para um determinado conceito ou pensamentos (Schwingel, 2012). Para contextualizar podemos nos direcionar ao pensamento de Schwingel (2012, p.07) ao dizer que "um dos diferenciais das tecnologias digitais em rede é a livre publicação, com que se denomina de "liberação do polo de emissão", ou seja, na internet, qualquer pessoa pode publicar conteúdos, contanto que tenha acesso ao um computador em condições de estar na rede".

## O uso corporativo das mídias sociais
Várias empresas utilizam mídias sociais para realizar o chamado marketing de relacionamento.

## Classificação das Mídias Sociais
As tecnologias de mídias sociais podem apresentar diferentes formas que incluem blogs, redes empresariais e de negócios (como o LinkedIn), fórums, microblogs, compartilhamento de fotos, avaliações de produtos e serviços, social bookmarking, social gaming, redes sociais, compartilhamento de vídeos e mundos virtuais.
"Os blogs e microblogs são mídias sociais por não terem um controle centralizado [...]"."Tudo que se refere a compartilhamento e produção coletiva de conteúdo é mídia social". (Schwingel 2012, p.106).
Kietzmann et al. apresentam um Hexagonal das Mídias Sociais que define como as mídias sociais diferem de acordo com o foco colocado em um ou todos os sete blocos propostos: identidade, conversa, compartilhamento, presença, relacionamentos, reputação e grupos.

### Comunicação
- Blogs: Blogger, Wordpress, Tumblr;
- Microblogs: Twitter, Pownce, Snapchat;
- Redes sociais: Orkut, Facebook, LinkedIn, MySpace, Google+, WhatsApp;
- Eventos: Upcoming, Lista Amiga.

### Multimídia
"Multimídia é uma noção já intuitiva da cultura contemporânea. Quando pensamos em texto, áudio, fotos, vídeos e ilustrações em um determinado suporte, logo nos vem a mente "multimídia"." (Schwingel 2012, p.14). A multimídia já faz parte de nosso cotidiano, estamos em contato com ela diariamente, hoje todos tem acesso a internet portanto facilita a integração de culturas. (Schwingel, 2012).

### Entretenimento
- Mundos virtuais: Second Life, Imvu
- Jogos online:  Counter-Strike, League Of Legends, World of Warcraft
- Compartilhamento de jogos: Miniclip.com

### Colaborativas
Já as mídias sociais colaborativas são aquelas nas quais os usuários colaboram diretamente uns com os outros podendo acertar a produção de um novo conteúdo em conjunto.
- Wikis: Wikipedia
- Social bookmarking / Agregadores de sites: Del.icio.us, StumbleUpon, Menéame
- Social News ou crowdsourcing: Digg, Reddit, Tal Canal, EuCurti, Rec6
- Sites de opiniões: Epinions